# Lemonia
Ne doit pas être confondu avec Lemonias.
Genre
Lemonia est un genre de lépidoptères (papillons) de la famille des Brahmaeidae.

## Liste des espèces
Selon Kitching et al. (2018) :
- Lemonia balcanica (Herrich-Schäffer, 1847)
- Lemonia ballioni (Christoph, 1888)
- Lemonia beirutica Daniel, 1965
- Lemonia dumi (Linnaeus, 1761) — le Bombyx des buissons ou la Brune du pissenlit.
- Lemonia pauli Staudinger, 1895
- Lemonia peilei Rothschild, 1921
- Lemonia philopalus (Donzel, 1842) — le Bombyx de Philopal.
- Lemonia pia Püngeler, 1902
- Lemonia ponticus (Aurivillius, 1894)
- Lemonia sacrosancta Püngeler, 1902
- Lemonia sardanapalus Staudinger, 1887
- Lemonia strigata Rebel, 1910
- Lemonia syriensis Daniel, 1953
- Lemonia tamara Antoshin & Zolotuhin, 2013
- Lemonia taraxaci ([Denis & Schiffermüller], 1775) — la Jaune du pissenlit.
- Lemonia vallantini (Oberthür, 1890) — le Bombyx de Vallantin.